# Friedensglocke (Dessau)

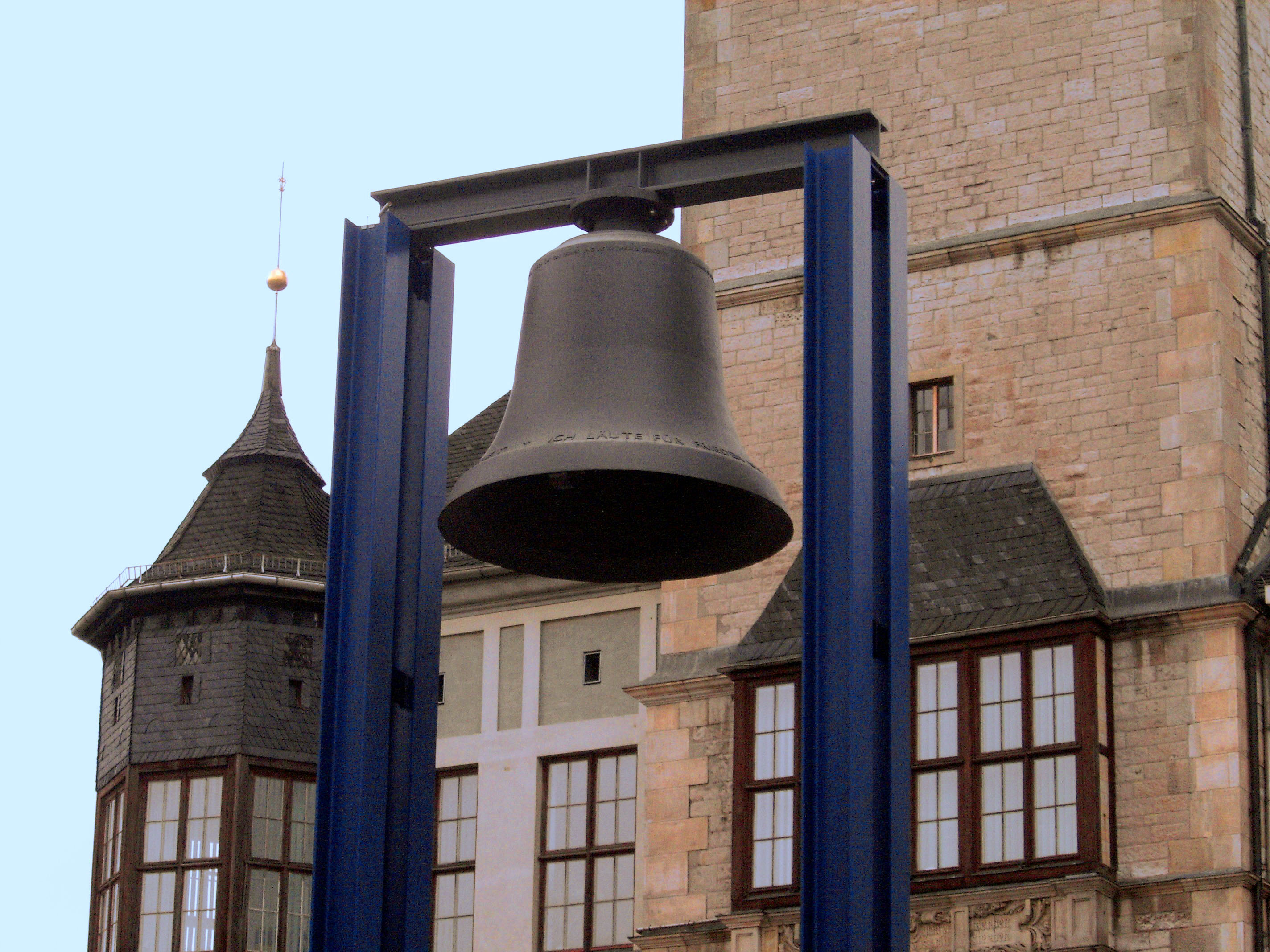
Friedensglocke vor dem Rathaus

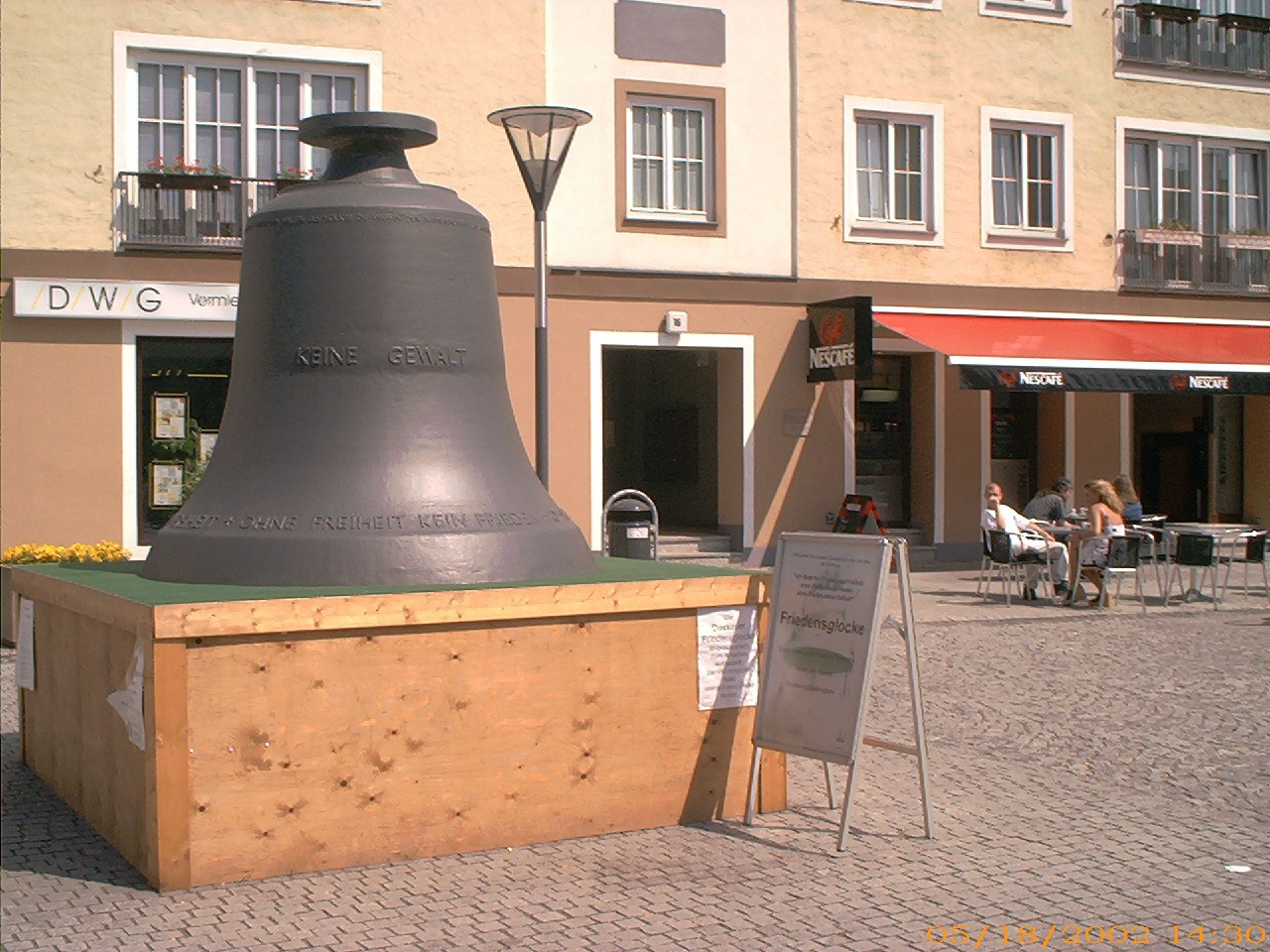
Aufstellung in der Zerbster Straße (2002)

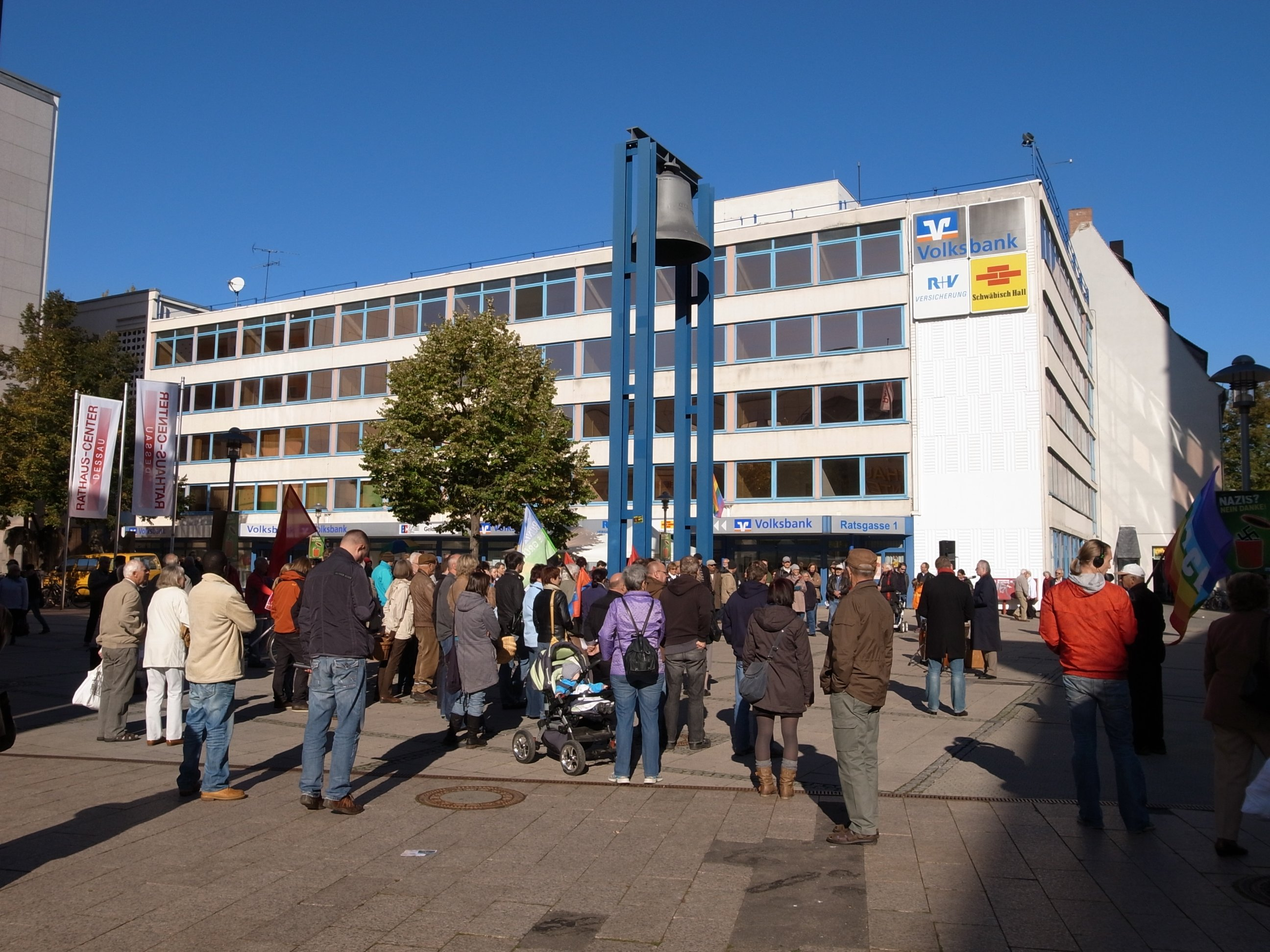
Demonstration mit Oberbürgermeister Klemens Koschig

Die Friedensglocke in Dessau-Roßlau ist ein Denkmal für die politische Wende 1989 in der Deutschen Demokratischen Republik.

## Entstehung
Im Herbst 1989 fanden in der gesamten DDR friedliche Demonstrationen der Bevölkerung statt. Auch in Dessau kam es seit dem 20. Oktober 1989 zu friedlichen Spontandemonstrationen. Ausgangspunkt waren Friedensgebete in der Johanniskirche. Unter dem Motto Keine Gewalt demonstrierten erst einige hundert, später zehntausende Dessauer.
Am 6. Dezember wurden in der Dessauer Magnetbandfabrik nach einer Betriebsversammlung und -abstimmung die Waffen der hier stationierten Kampfgruppen eingesammelt und durch die Volkspolizei abtransportiert sowie gelagert.
Am 30. Januar 1990 beschloss der Runde Tisch in Dessau, die eingesammelten Waffen (1250 Sturmgewehre AK-47, 174 leichte Maschinengewehre, 87 Panzerbüchsen und 171 Pistolen) unbrauchbar zu machen. Dies geschah am folgenden Tag mit Hilfe eines Kettenfahrzeugs des Typs PTS-M des Pionierregiments Dessau-Alten durch Überrollen. Anschließend wurde der Waffenschrott von Hand zerlegt sowie sortenrein (Metall, Kunststoff, Gewebe usw.) getrennt, und das Metall in einer Dessauer Eisengießerei eingeschmolzen.
Das 1997 gegründete Kuratorium Friedensglocke Dessau e. V. sammelte Spenden, um aus den ehemaligen Waffen eine Friedensglocke entstehen zu lassen. Außerdem fand ein Realisierungswettbewerb zur Gestaltung des Glockenstuhls statt.
Nach langer Lagerung des rund 4,2 Tonnen schweren Stahlbrockens auf dem Hof der katholischen Kirche St. Peter und Paul konnte Ende September 2000 eine Glocke aus dem Waffenstahl gegossen werden. Die Rippenkonstruktion stammt von Margarethe Schilling; der Guss geschah in der Dessauer Gießerei ASUG unter Mitwirkung der Glockengießerei Perner.
Nach langem Streit zwischen dem Kuratorium, dem Stadtrat und der Stadtverwaltung über den Standort und die Gestaltung wurde ein einfacher Glockenstuhl aus blaulackierten Stahlträgern für die Friedensglocke errichtet. Seit dem 9. November 2002 hängt die Glocke am Eingang der Ratsgasse, gegenüber dem Rathaus. Sie arbeitet mit einem elektromechanisch betriebenen Klöppel.
Die Friedensglocke ist heute ein Treffpunkt für Friedensgebete und andere Aktionen. Insbesondere zu den Zeiten des Irak-Kriegs und der Anti-Hartz-Demonstrationen fanden hier regelmäßige Treffen statt. Die Friedensglocke wurde anlässlich der Ausstellung „Frieden. Von der Antike bis heute“ vor dem LWL Museum für Kunst und Kultur  vom 28. April 2018 bis zum 2. September 2018 im Eingangsbereich am Domplatz Münster öffentlich ausgestellt.

## Inschriften
- „Keine Gewalt“
- „Ich läute für Frieden und Freiheit + Ohne Freiheit kein Frieden + Ohne Frieden keine Freiheit“

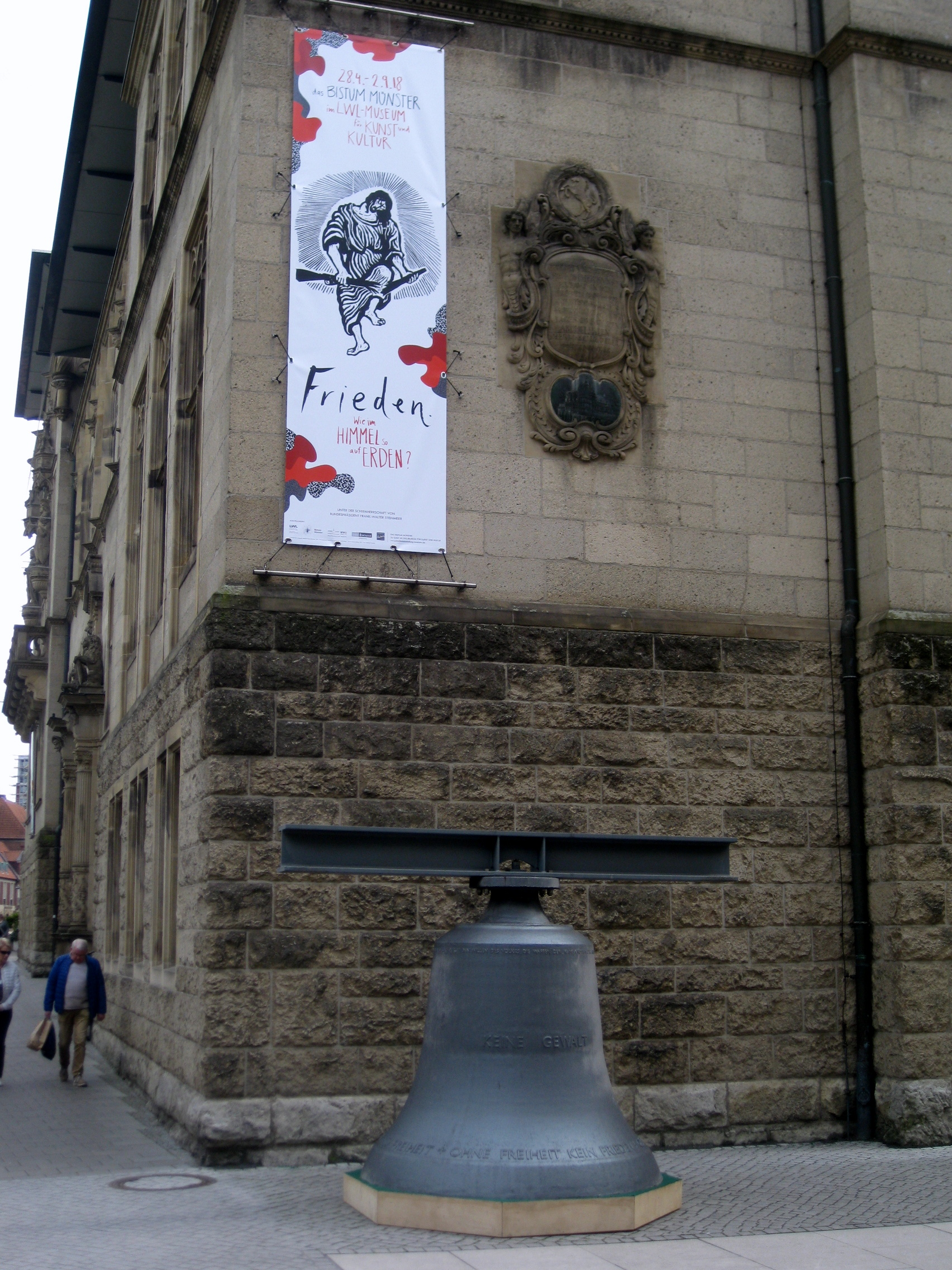
Friedensglocke Dessau im Eingangsbereich des LWL Museum für Kunst und Kultur anlässlich der Ausstellung „Frieden. Von der Antike bis heute“ vom 28. April – 2. September 2018